# Théorème des idéaux principaux de Krull
Ne doit pas être confondu avec le théorème de l'idéal principal en théorie des corps de classes, ni avec d'autres théorèmes de Krull.
En algèbre commutative, le théorème des idéaux principaux de Krull (Krulls Hauptidealsatz) est un résultat fondamental en théorie de la dimension. Intuitivement, il dit grosso modo qu'une hypersurface est de codimension 1. 

## Hauteur d'un idéal
On fixe un anneau commutatif unitaire A. Si P est un idéal premier, on définit sa hauteur, notée ht(P), comme étant la borne supérieure des entiers naturels n tels qu'il existe une chaîne strictement croissante de n+1 idéaux premiers contenus dans P:
Pour tout idéal propre I, sa hauteur ht(I) est la plus petite des hauteurs des idéaux premiers qui le contiennent. Par exemple, ht(I)=0 si et seulement si I est contenu dans un idéal premier minimal. 
La notion de hauteur est étroitement liée à celle de la dimension (ou plus exactement celle de la codimension):
- La dimension de A est la borne supérieure des hauteurs des idéaux maximaux de A. En particulier, si A est un anneau local, alors sa dimension est égale à la hauteur de son idéal maximal.
- Si I est un idéal propre, alors dim(A/I)+ht(I) est inférieur ou égal à dim(A).

## Énoncé du théorème
Théorème — 
Soit A un anneau noethérien, soit a un élément non inversible de A. Alors tout idéal minimal parmi les idéaux premiers contenant aA est de hauteur au plus égale à 1. (En particulier, ht(aA) est au plus égale à 1.)
Une des preuves utilise le théorème d'intersection de Krull. Une forme plus générale du théorème est la suivante:
Théorème — 
Soit A un anneau noethérien, soit I un idéal propre engendré par r éléments. Alors tout idéal minimal parmi les idéaux premiers contenant I est de hauteur au plus égale à r. (En particulier, ht(I) est au plus égale à r.)

## Quelques conséquences
- Si A est un anneau local noethérien, alors dim(A) est finie, majorée par le nombre minimal de générateurs de son idéal maximal.

- Sous la même hypothèse, si a est non diviseur de zéro et non inversible, alors dim(A/aA)=dim(A)-1.

- Si A est une algèbre de type fini sur un corps k et si a est non diviseur de zéro et non inversible, alors dim(A/aA)=dim(A)-1.

- Si A est une algèbre intègre de type fini sur un corps k et si P est un idéal premier, alors dim(A/P)+ht(P)=dim(A) (on dit que A est caténaire).